# Kurt Ungewitter
Kurt Ungewitter (ur. 13 listopada 1891 w Elbersfeld, zm. 14 marca 1927) – niemiecki as myśliwski z czasów I wojny światowej z 7 potwierdzonymi zwycięstwami powietrznymi.

## Życiorys
Przed wybuchem I wojny światowej od 1913 roku był pilotem testowym w zakładach Albatros Flugzeugwerke oraz Rumpler Flugzeugwerke. 27 lutego 1914  roku, uzyskał licencję pilota nr 683. Po wybuchu wojny, został skierowany do Schutzstaffel 5 jako pilot w 1917 roku. W jednostce odniósł dwa potwierdzone oraz jedno niepotwierdzone zwycięstwa (razem z obserwatorem Meinke). Pierwsze potwierdzone 9 stycznia 1918 roku w okolicach Nauroy nad brytyjskim samolotem BF2b z dywizjonu No. 48 Squadron RAF. 
Następnie został przydzielony do Armee-Flug-Park 18 i w czerwcu 1918 roku został przeniesiony do Jagdstaffel 24. 
Kurt Ungewitter pierwsze zwycięstwo w nowej jednostce odniósł 27 lipca nad samolotem balonem obserwacyjnym w okolicach St. Just. Ostatnie zwycięstwo odniósł 4 listopada 1918 roku nad angielskim samolotem Sopwith Dolphin z dywizjonu No. 87 Squadron RAF.
Po zakończeniu wojny Kurt Ungewitter pozostał w lotnictwie i zginął w wypadku lotniczym 14 marca 1927 roku.

## Odznaczenia
- Krzyż Żelazny I Klasy
- Krzyż Żelazny II Klasy